# Прометей (кинотеатр)
«Прометей» — ныне несуществующий кинотеатр в МО «Прометей» Калининского района города Санкт-Петербурга. Снесён в апреле 2013 года. Вместимость — 1250 человек. До конца 2012 года перед кинотеатром располагалась скульптура — парящая фигура Прометея — работы скульптора Р. Красницкого и архитектора Ф. Романовского.

## История
Типовой проект однозального широкоформатного кинотеатра вместимостью 1250 зрителей был создан в 1963 г. группой ленинградских архитекторов под руководством Виктора Белова, вместе с которым работали О. Василенко, И. Трегубов, В. Фромзель и Л. Шимаковский. Всего по этому проекту было построено 13 кинотеатров.
Строительство здания кинотеатра было завершено в 1973 году. Авторы проекта предложили комбинированную конструкцию здания. Несущие стены зрительного зала — кирпичные, а та часть кинотеатра. которую занимает двухъярусное фойе, выполнена по каркасной системе. Просторный зал перекрыт сегментными фермами пролётом 24 м без промежуточных опор. Главный фасад выполнен в виде стеклянной стены, выгнутой наподобие киноэкрана. Изначально в надписи вместо буквы «Е» была использована греческая прописная буква сигма (Σ), графическое написание которой схоже с буквой «Е», благодаря чему название выглядело, как «ПРОМΣТΣЙ».
Скульптурная композиция «Похищение огня» («Летящий Прометей») установлена весной 1981 года (скульптор Роман Красницкий, архитектор Феликс Романовский). Это самая недавняя по времени создания скульптура в Санкт-Петербурге на тему античной мифологии. Изваяние было прикреплено к пьедесталу тонким штырем и благодаря идеально выверенным пропорциям держится за счет собственного противовеса. После реставрации памятник был установлен в тогда ещё безымянном парке между улицами Демьяна Бедного и Ольги Форш.

## Снос
К 2008 году «Прометей» стал одним из последних типовых кинотеатров в городе, которые попали под распоряжение КУГИ о ликвидации государственных кинотеатров. Согласно этому документу, затраты на реконструкцию зданий были нецелесообразны для городского бюджета, поэтому они передавались в частное владение для демонтажа. Скульптурная группа, как символ района, должна была остаться на прежнем месте, а на все работы отводилось около четырёх лет.
В 2012 году было решено демонтировать скульптурную группу, провести её реставрацию и установить на новом месте — в безымянном саду на пересечении проспекта Просвещения и улицы Ольги Форш. Скульптура была отправлена на реставрацию в конце декабря того же года. В начале марта начаты работы по сносу здания кинотеатра. Строительство киноконцертного комплекса на его месте должно было начаться в мае 2013 года, а завершиться в сентябре 2014 года. Кинотеатр был полностью снесён 26 июля 2013 года.
В 2015 г. скульптура Прометея после реставрации вернулась на проспект, но в другое место — в сад, которому в ноябре 2019 г. было присвоено официальное название — «Прометей»).
В 2022 году на месте кинотеатра «Прометей» было закончено строительство торгового комплекса с кинотеатром, который также назван «Прометей».